# Liste der Weltrekorde im Kunstradfahren
Das Kunstradfahren gehört zu den Disziplinen im Radsport, in denen der Radsport-Weltverband UCI Weltrekorde anerkennt. Dies sind die Wertungen, die von den Athleten im Rahmen gewisser Wettkämpfe erzielt werden. Im Kunstradfahren ist, je nach Wettbewerb, eine bestimmte Anzahl von Übungen gemäß einem zuvor eingereichten Fahrprogramm zu zeigen. Die erzielten Wertungspunkte sind abhängig vom Schwierigkeitsgrad und der Ausführung dieser Übungen.

## Regeln
Weltrekorde werden gemäß Artikel 8.1.008 des UCI-Regelwerks für den Hallenradsport anerkannt, und zwar in den Kategorien Elite und Junioren und in den bei Weltmeisterschaften ausgetragenen Wettbewerben.
Damit ein Weltrekord Anerkennung findet, muss er bei Welt- oder Kontinentalmeisterschaften oder bei einem internationalen Wettkampf des UCI-Kalenders aufgestellt werden. Es werden zudem bestimmte Anforderungen an die Zusammensetzung der Jury gestellt, so müssen Wettkampfrichter aus mindestens zwei Nationen zugegen sein. Diese Bestimmungen sind in der Praxis durchaus relevant: 2023 konnte eine vom RV Mainz-Ebersheim beim Weltcup in Kisvárda erbrachte Leistung nicht als Weltrekord gelten, da sich die Jury falsch organisiert hatte.

## Elite
| Wettbewerb    | Name                                                                              | Punkte | Datum              | Ort                    | Veranstaltung        |
| ------------- | --------------------------------------------------------------------------------- | ------ | ------------------ | ---------------------- | -------------------- |
| Einer Frauen  | Milena Slupina                                                                    | 197,71 | 11. September 2021 | Denkendorf             | German Masters       |
| Einer Männer  | Lukas Kohl                                                                        | 216,40 | 3. September 2022  | Wetzikon               | SwissAustria Masters |
| Zweier Frauen | Katrin Schultheis Sandra Sprinkmeier                                              | 165,12 | 21. September 2013 | Kirchdorf an der Iller | German Masters       |
| Zweier offen  | Max Hanselmann Serafin Schefold                                                   | 173,50 | 29. August 2021    | Öhringen               | German Masters       |
| Vierer        | RV Mainz-Ebersheim Tijem Karatas Annika Rosenbach Stella Rosenbach Milena Schwarz | 245,97 | 25. November 2023  | Merelbeke              | UCI-Kunstrad-Weltcup |

## Junioren
| Wettbewerb    | Name                                                                       | Punkte | Datum           | Ort         | Veranstaltung        |
| ------------- | -------------------------------------------------------------------------- | ------ | --------------- | ----------- | -------------------- |
| Einer Frauen  | Jana Pfann                                                                 | 189,77 | 3. Oktober 2021 | Koblach     | SwissAustria Masters |
| Einer Männer  | Simon Halter                                                               | 202,59 | 26. April 2025  | Schwanewede | Junior Masters       |
| Zweier Frauen | Teresa Fröschle Nina Stapf                                                 | 130,75 | 9. März 2013    | Filderstadt | Junior Masters       |
| Zweier offen  | Benedikt Bugner André Bugner                                               | 153,45 | 14. April 2012  | Pfedelbach  | Junior Masters       |
| Vierer        | RMSV Edelweiss Aach Yannick Gaißer Lena Andorinha Rebecca Grote Jone Burow | 212,43 | 6. April 2024   | Bad Saarow  | Junior Masters       |